# Matrice QFD
Une matrice QFD (Quality Function Deployment, Déploiement des Fonctions Qualités) est un outil d’aide à la décision dans la conception de produits ou de services. Cette matrice permet de représenter les caractéristiques et paramètres critiques pour le client (attentes, besoin du marché, désirs des futurs utilisateurs) recensés lors d’enquêtes marketing ou d’étalonnage (benchmarking) par exemple, et de coupler aux différentes solutions envisagées. La grille réalisée permettra ainsi d’évaluer les meilleures solutions dès la conception du produit ou du service.

## Origine
Le principe remonte à la fin des années 1960 et a été développé par Yoji Akao en 1966. Il a combiné ses recherches en assurance qualité et en ingénierie.

## Déroulement
1. Placer en vertical la liste des attentes des clients dans la matrice. Ces attentes sont recueillies en amont lors d’enquêtes marketing ou étalonnage (benchmarking).
2. Placer en horizontal la liste des solutions envisagées ou des spécifications du produit ou du service (les comment ?). La matrice ne peut être réalisée que s’il est encore possible d'explorer un large éventail de solutions. Il sera possible d’attribuer une valeur cible pour chaque solution, ainsi qu’une unité.
3. Aux croisements quoi / comment, indiquer la relation entre les attentes et les solutions. Est-ce que la solution répond fortement, modérément, faiblement ou pas du tout à l’attente ? Il sera possible de pondérer les relations quoi / comment, et d’évaluer la « réponse » de chaque solution. (Quelle est la meilleure solution pour répondre à l'ensemble des attentes ?).
4. Créer une demi-matrice au-dessus des « Comment ? » (Matrice en triangle). Il s’agira d’indiquer les corrélations qu’il existe entre les différentes solutions. Ce « toit » (matrice de corrélation) permettra une aide à la décision afin d’optimiser les coûts, les délais et d’atteindre les attentes des clients.